# Kudirkos Naumiestis
Kudirkos Naumiestis est une ville de Lituanie ayant en 2010 une population d'environ 1 900 habitants.

## Histoire
Une communauté juive bien organisée et active qui comptait entre 700 et 800 membres existait entre les deux guerres mondiales. La ville comptait d'éminents rabbins et érudits juifs dont Abba Hillel Silver et Herman Bernstein. Le nom de la ville en yiddish était נייַשטאָט-שאַקי (Nayshtot-Shaki). 
En 1941, un Einsatzgruppen d'allemands et des nationalistes lituaniens assassine la population juive locale dans des exécutions de masse,,. Plusieurs centaines de personnes sont massacrées.